# دان هاريس (صحفي)
دان هاريس (بالإنجليزية: Dan Harris)‏ هو صحفي أمريكي، ولد في 26 يوليو 1971 في نيوتن في الولايات المتحدة.